# Flaxley
Flaxley är en by i civil parish Blaisdon, i distriktet Forest of Dean, i grevskapet Gloucestershire i England. Byn är belägen 14 km från Gloucester. Flaxley var en civil parish fram till 1935 när blev den en del av Blaisdon. Civil parish hade 87 invånare år 1931.